# Jermaine Jones
Jermaine Jones (ur. 3 listopada 1981 we Frankfurcie nad Menem) – amerykańsko-niemiecki piłkarz, który występował na pozycji defensywnego pomocnika. W latach 2010−2017 reprezentant Stanów Zjednoczonych.
Uczestnik Mistrzostw Świata w 2014 roku oraz Copa América 2016. W swojej karierze występował m.in. w takich klubach jak: FC Schalke 04, Eintracht Frankfurt, Bayer Leverkusen czy New England Revolution.

## Kariera klubowa
Jones urodził się we Frankfurcie nad Menem i wychowywał w jednej z dzielnic tego miasta, Bonames. Jego ojciec był amerykańskim żołnierzem stacjonującym w Niemczech. Jermaine Jones pierwsze kroki piłkarskiej kariery stawiał w klubie SV Bonames, a następnie grywał jeszcze w młodzieżowej drużynie FV Bad Vilbe. Tam został wypatrzony przez skautów Eintrachtu Frankfurt i wkrótce trafił do tego klubu. W 2000 roku został włączony do kadry pierwszego zespołu, a 28 kwietnia 2001 roku zadebiutował w rozgrywkach Bundesligi w meczu przeciwko Hercie Berlin (0:3). Eintracht spadł z ligi i przez kolejne dwa sezony Jones występował w 2. Bundeslidze. W styczniu 2004 roku trafił na rok do Bayeru 04 Leverkusen. W jego barwach wystąpił w pięciu ligowych spotkaniach (z Bayerem zajął 3. miejsce w Bundeslidze w sezonie 2003/2004).
W lutym 2005 roku Jones powrócił do Eintrachtu, który w międzyczasie znów został zdegradowany do drugiej ligi. W rundzie wiosennej zdobył 3 gole w 14 spotkaniach. W 2006 roku dotarł do finału Pucharu Niemiec (porażka 0:1 z Bayernem Monachium). W sezonie 2006/2007 doznał złamania nogi. W trakcie trwania sezonu ogłosił, że nie przedłuży kontraktu z Eintrachtem.
Latem 2007 na zasadzie wolnego transferu Jones odszedł do wicemistrza Niemiec, FC Schalke 04 Gelsenkirchen. W 2011 roku został wypożyczony do Blackburn Rovers.
W styczniu 2014 roku Jermaine podpisał kontrakt z tureckim Beşiktaşem JK. Kwota transferu amerykańskiego pomocnika wyniosła 200 tys. euro. W latach 2014–2015 grał w New England Revolution, a w 2016 trafił do Colorado Rapids.
1 stycznia 2020 roku zakończył piłkarską karierę.
| Sezon   | Klub                   | Kraj              | Rozgrywki      | Mecze | Bramki |
| ------- | ---------------------- | ----------------- | -------------- | ----- | ------ |
| 2000/01 | Eintracht Frankfurt    | Niemcy            | Bundesliga     | 2     | 0      |
| 2001/02 | Eintracht Frankfurt    | Niemcy            | 2. Bundesliga  | 22    | 1      |
| 2002/03 | Eintracht Frankfurt    | Niemcy            | 2. Bundesliga  | 17    | 6      |
| 2003/04 | Eintracht Frankfurt    | Niemcy            | Bundesliga     | 5     | 0      |
| 2003/04 | Bayer 04 Leverkusen    | Niemcy            | Bundesliga     | 0     | 0      |
| 2004/05 | Bayer 04 Leverkusen    | Niemcy            | Bundesliga     | 5     | 0      |
| 2004/05 | Eintracht Frankfurt    | Niemcy            | 2. Bundesliga  | 14    | 5      |
| 2005/06 | Eintracht Frankfurt    | Niemcy            | Bundesliga     | 20    | 2      |
| 2006/07 | Eintracht Frankfurt    | Niemcy            | Bundesliga     | 4     | 0      |
| 2007/08 | FC Schalke 04          | Niemcy            | Bundesliga     | 30    | 1      |
| 2008/09 | FC Schalke 04          | Niemcy            | Bundesliga     | 30    | 3      |
| 2010/11 | FC Schalke 04          | Niemcy            | Bundesliga     | 10    | 1      |
| 2010/11 | Blackburn Rovers       | Anglia            | Premier League | 15    | 0      |
| 2011/12 | FC Schalke 04          | Niemcy            | Bundesliga     | 20    | 0      |
| 2012/13 | FC Schalke 04          | Niemcy            | Bundesliga     | 25    | 1      |
| 2013/14 | FC Schalke 04          | Niemcy            | Bundesliga     | 14    | 1      |
| 2013/14 | Beşiktaş JK            | Turcja            | Süper Lig      | 10    | 0      |
| 2014    | New England Revolution | Stany Zjednoczone | MLS            | 10    | 2      |
| 2015    | New England Revolution | Stany Zjednoczone | MLS            | 18    | 0      |
| 2016    | Colorado Rapids        | Stany Zjednoczone | MLS            |       |        |

## Kariera reprezentacyjna
Jermaine Jones występował w młodzieżowej reprezentacji Niemiec, dla której barwach wystąpił 8-krotnie oraz strzelił 3 gole. Rozegrał także trzy towarzyskie mecze dla seniorskiej reprezentacji Niemiec, wszystkie w 2008 roku: z Austrią, Anglią oraz Białorusią. 11 czerwca 2010 roku postanowił zmienić barwy narodowe z pomocą nowego prawa FIFA dającego taką możliwość. Pierwszy mecz w reprezentacji USA rozegrał 10 października 2010 przeciwko reprezentacji Polski asystując przy bramce Altidore. Na Mundialu w Brazylii strzelił gola z dystansu w meczu z Portugalią i dał awans USA do fazy pucharowej.